# ۳-مرکاپتوپیروویک اسید
۳-مرکاپتوپیروویک اسید (به انگلیسی: 3-Mercaptopyruvic acid) کتواسید با فرمول شیمیایی C۳H۴O۳S یک ترکیب شیمیایی با شناسه پاب‌کم ۹۸ است. که جرم مولی آن ۱۲۰٫۱۲۷۰۶ g/mol می‌باشد. 